# Manishutusu
Manishutushu (Ma-an-ish-tu-su) fue un rey del Imperio acadio desde los años 2270 a 2255 aC (Cronología media).

## Biografía
Manishtushu fue el tercer rey del Imperio acadio. Era el hijo de Sargón de Acad y la reina Tashlultum, hermano de Enheduanna, Rimush y Shu-Enlil, y fue el padre de Naram-Sin.
Se convirtió en rey en c. 2270 a. C. después de la muerte de su hermano Rimush. Manishtushu, liberado de las rebeliones del reinado de su hermano, dirigió campañas a tierras lejanas. Según un pasaje de una de sus inscripciones, dirigió una flota por el Golfo Pérsico donde 32 reyes se aliaron para luchar contra él. Manishutushu salió victorioso y consecuentemente saqueó sus ciudades y minas de plata, junto con otras expediciones a reinos a lo largo del Golfo Pérsico. También navegó una flota por el río Tigris que finalmente se negoció con otras 37 naciones, conquistó la ciudad de Shirasum en Elam y reconstruyó el templo destruido de Inanna en Nínive en c. 2260 a. C. En Elam y Pashime, en la zona costera de Irán, Manishtushu tenía gobernadores instalados para el Imperio acadio: Eshpum estaba a cargo de Elam, mientras que Ilshu-rabi estaba a cargo de Pashime.
C ª. 2255 a. C. Manishtushu murió, asesinado por miembros de su propia corte, y fue sucedido por su hijo Naram-Sin. Una estela piramidal erigida por Manishtushu con una larga inscripción cuneiforme en acadio está expuesta en el Museo del Louvre.
Tenía el título de "Rey de Kish" en algunas de sus inscripciones.

### Manishtushu pisoteando enemigos
Una probable estatua de Manishtushu descubierta en Susa, Elam, lo muestra pisoteando enemigos vencidos. Hay inscripciones en los cuerpos de los enemigos, identificándolos. La estatua está en el Museo del Louvre (Sb 48). 

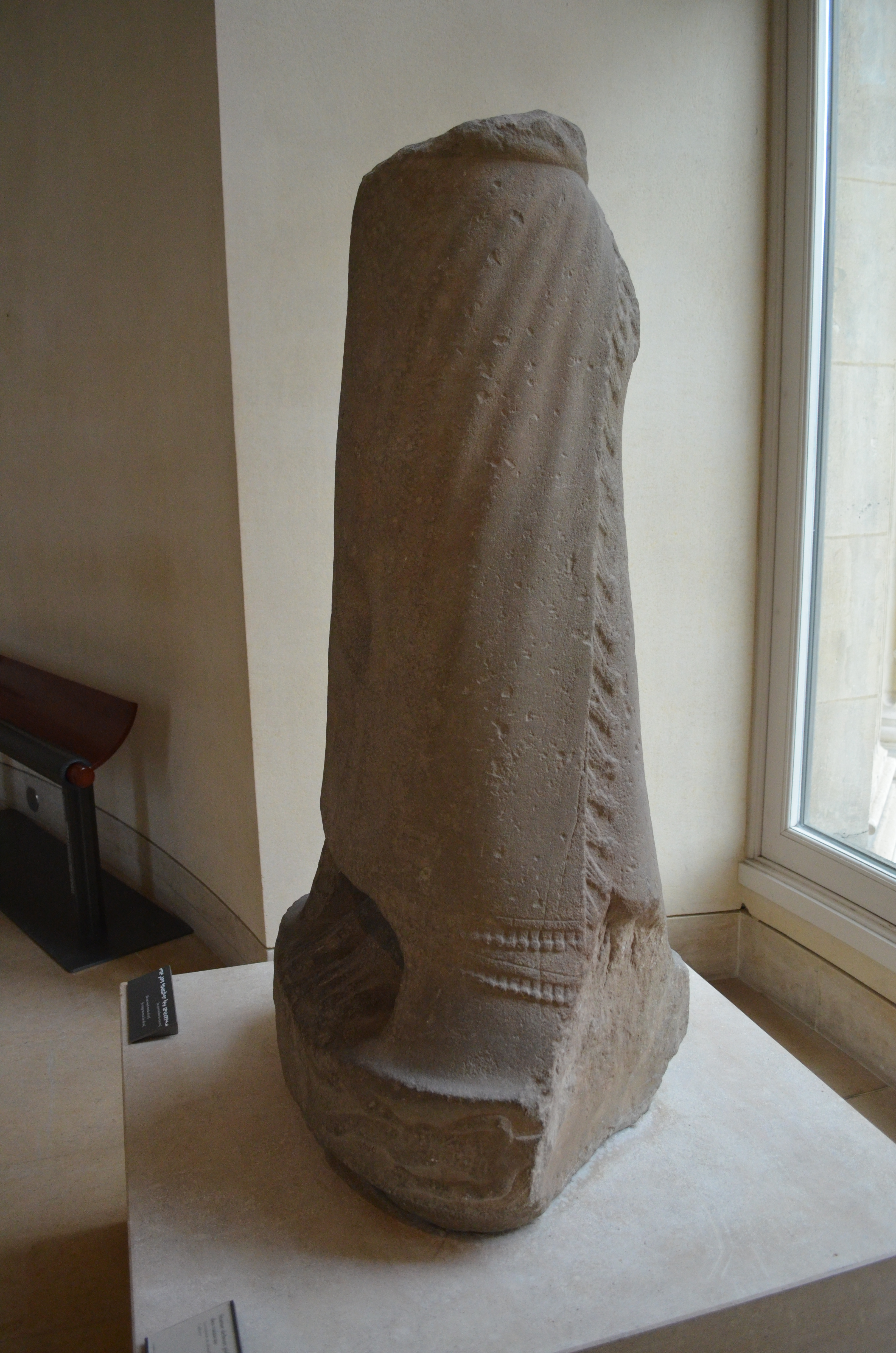
Restos de la estatua
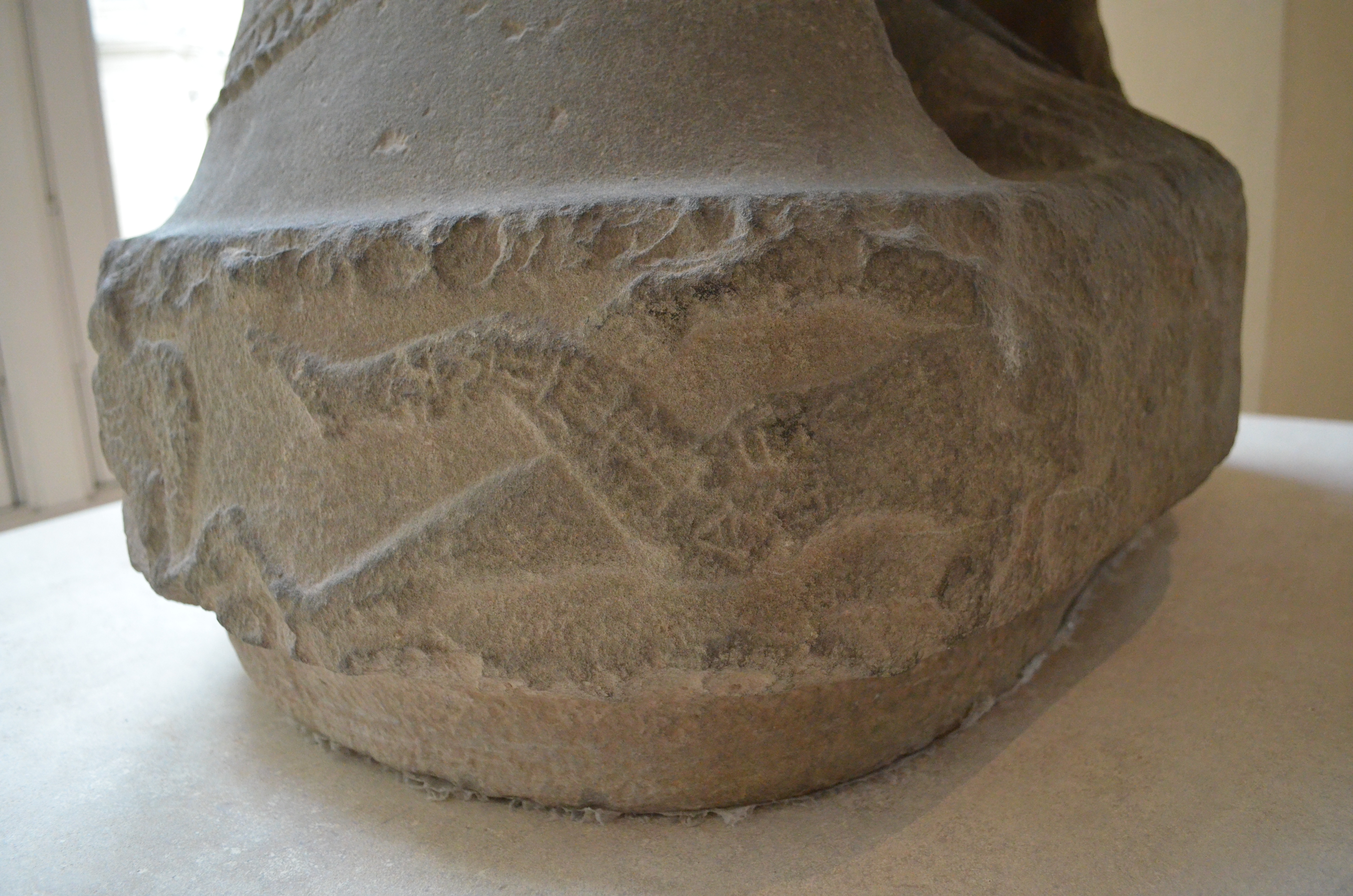
Enemigo siendo pisoteado
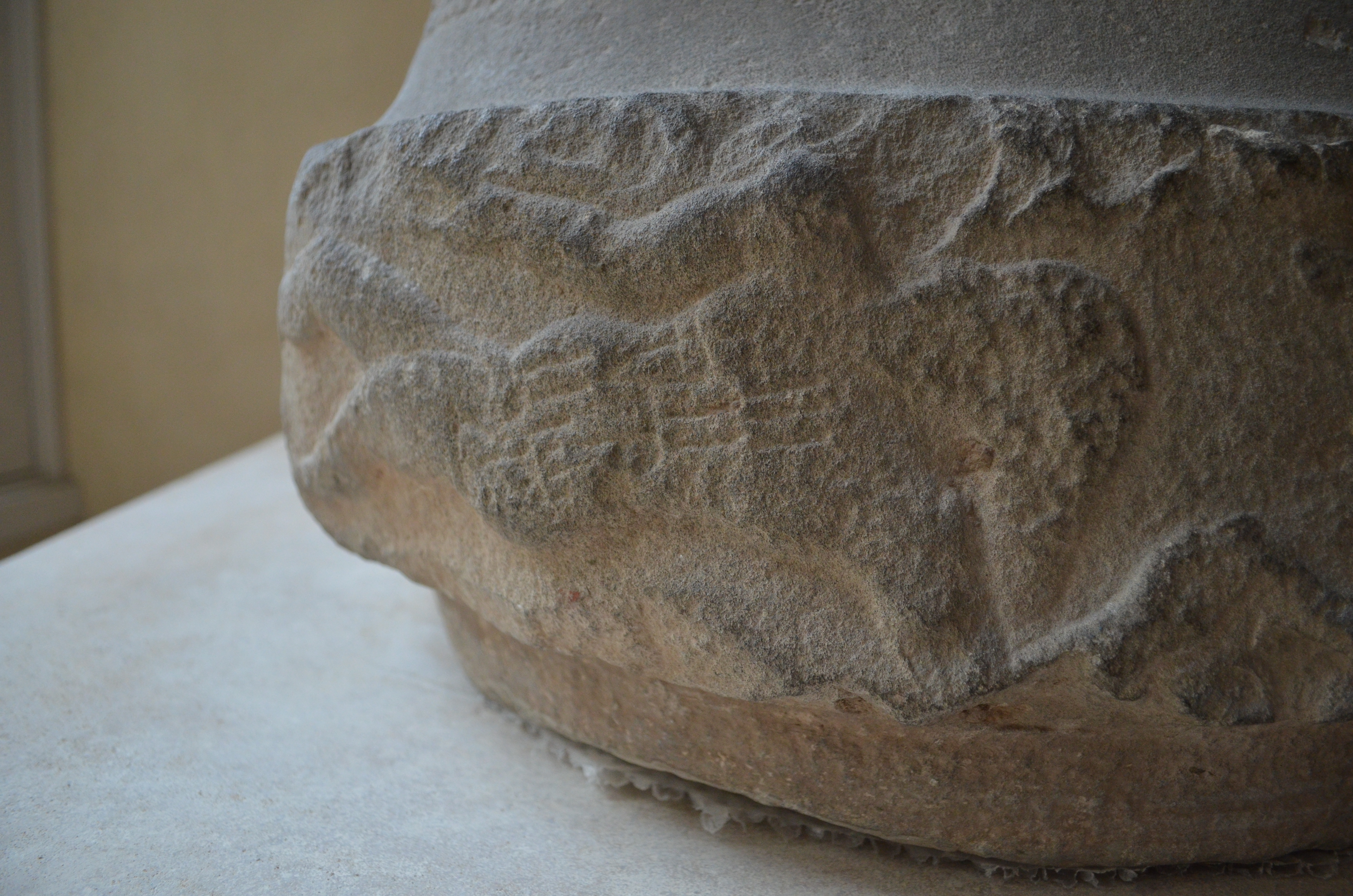
Enemigo siendo pisoteado

| Predecesor: Rimush | Rey de Sumer y Acad siglo XXIII a. C. | Sucesor: Naram-Sin |